# Mazerolles (Vienne)
Mazerolles es una comuna francesa situada en el departamento de Vienne, en la región de Nueva Aquitania.

## Demografía
| 585 | 618 | 650 | 704 | 697 | 763 | 862 |
| Para los censos de 1962 a 1999 la población legal corresponde a la población sin duplicidades (Fuente: INSEE [Consultar]) |     |     |     |     |     |     |